# بنموکسین
بنموکسین (با نام تجاری Neuralex ,Nerusil) که به عنوان مباموکسین نیز شناخته می‌شود، یک مهارکننده مونوآمین اکسیداز(MAOI) غیرقابل برگشت و غیرانتخابی از دسته هیدرازین‌ها است. این دارو در سال ۱۹۶۷ سنتز شد و متعاقباً به عنوان داروی ضد افسردگی در اروپا مورد استفاده قرار گرفت، اما اکنون دیگر به بازار عرضه نمی‌شود.